# NGC 2912
NGC 2912 is een ster in het sterrenbeeld Leeuw. Het hemelobject werd op 3 april 1870 ontdekt door de Zweedse astronoom Herman Schultz.